# Ројт (Ротал-Ин)
Ројт (њем. Reut) град је у њемачкој савезној држави Баварска. Једно је од 31 општинског средишта округа Ротал-Ин. Према процјени из 2010. у граду је живјело 1.840 становника. Посједује регионалну шифру (AGS) 9277140.

## Географија
Ројт се налази у савезној држави Баварска у округу Ротал-Ин. Град се налази на надморској висини од 460 метара. Површина општине износи 30,8 .

## Становништво
У самом граду је, према процјени из 2010. године, живјело 1.840 становника. Просјечна густина становништва износи 60 становника/.

## Међународна сарадња
| Мјесто  | Држава   | Врста сарадње | Од    |
| ------- | -------- | ------------- | ----- |
| Цајлерн | Аустрија | партнерство   | 1988. |
| Извор   |          |               |       |